# Gyneceum
Gyneceum (łac. z gr. γυναικείον gynaikeion) – pomieszczenie w domu greckim, przeznaczone dla kobiet i oddzielone od reszty pomieszczeń.